# Twelfth Night (gruppo musicale)
Twelfth Night è un gruppo musicale neoprogressive britannico attivo negli anni ottanta e riformatosi nel 2007.

## Carriera
Poco conosciuti anche a causa della scarsa diffusione dei dischi, i Twelfth Night hanno pubblicato album come Fact and Fiction (1982) e Live and let Live, registrato dal vivo l'anno successivo al Marquee Club di Londra.

## Discografia

### Audiocassette
- Skan 1979
- The First Tape Album 1980
- Early Material 1980
- Smiling At Grief 1982

### Album
- Live At The Target 1981
- Fact and Fiction 1982
- Live and Let Live 1984
- Art And Illusion 1984
- Twelfth Night 1986

### Compilation
- Collector's Item 1991
- Voices In The Night 2007

### Album dal vivo
- Smiling At Grief ... Live 2003
- A Midsummer's Night Dream 2005
- Corner Of The World Tour 2005
- Live From London 2005
- Entropy 2006
- Flashbacks 2006
- Night Vision 2006

### Singoli
- The First 7" Album : 7" single December 1980
- East of Eden / Eleanor Rigby : 7" single 1982
- Shame / Shame(ful mix) : 7" and 12" single June 1986
- Take A Look (part 4) / Blondon Fair (short version) 7" single August 1986
- Take A Look (part 4) / Blondon Fair (long version) / Take A Look (album version) 12" single August 1986